# Librairie Pantoute
Fondée en 1972, la librairie Pantoute est la première librairie indépendante de la ville de Québec, quant au chiffre d'affaires et au nombre de titres en rayon. Elle est membre du label LIQ, Librairies Indépendantes du Québec.

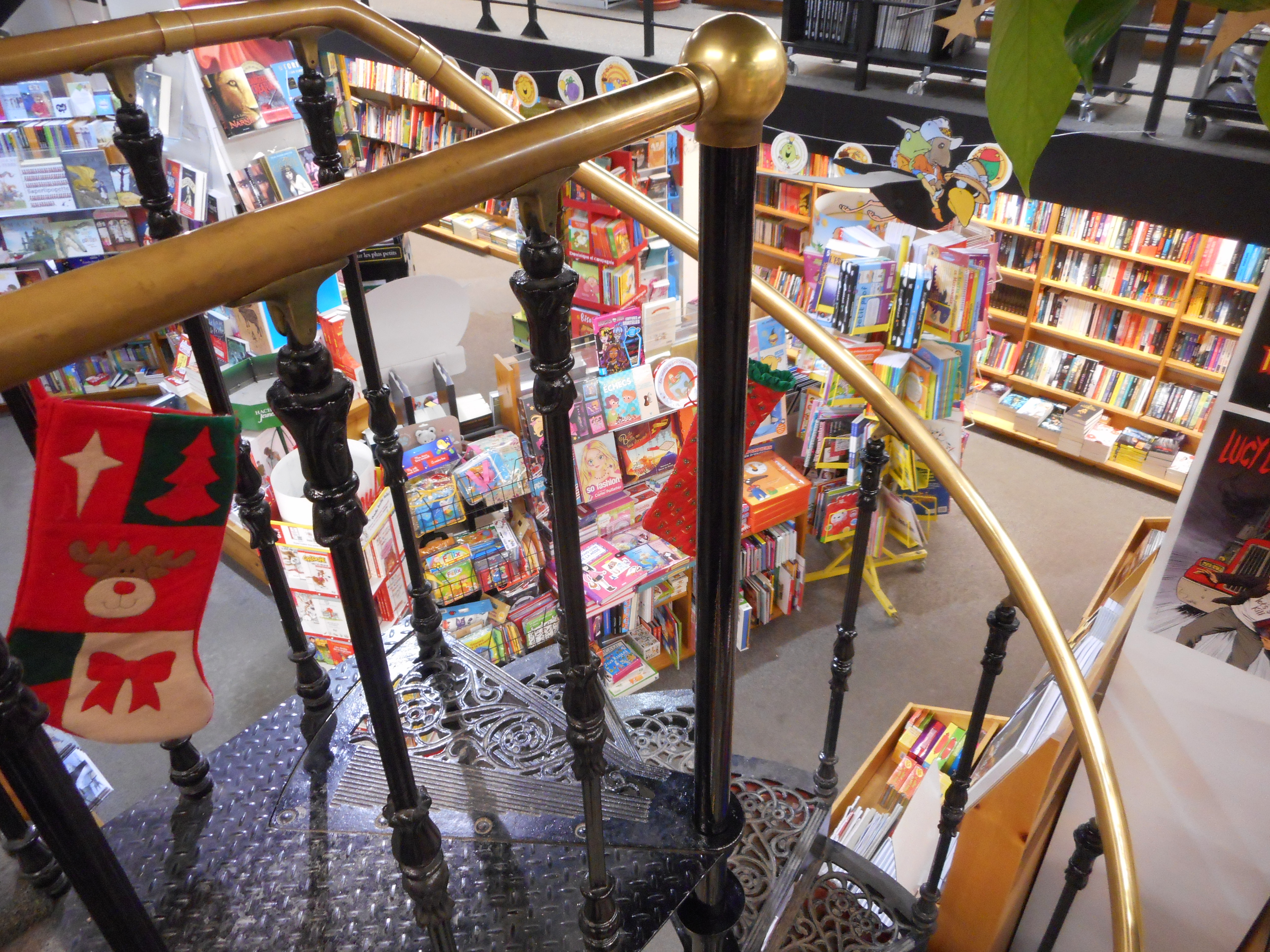
1100, rue Saint-Jean
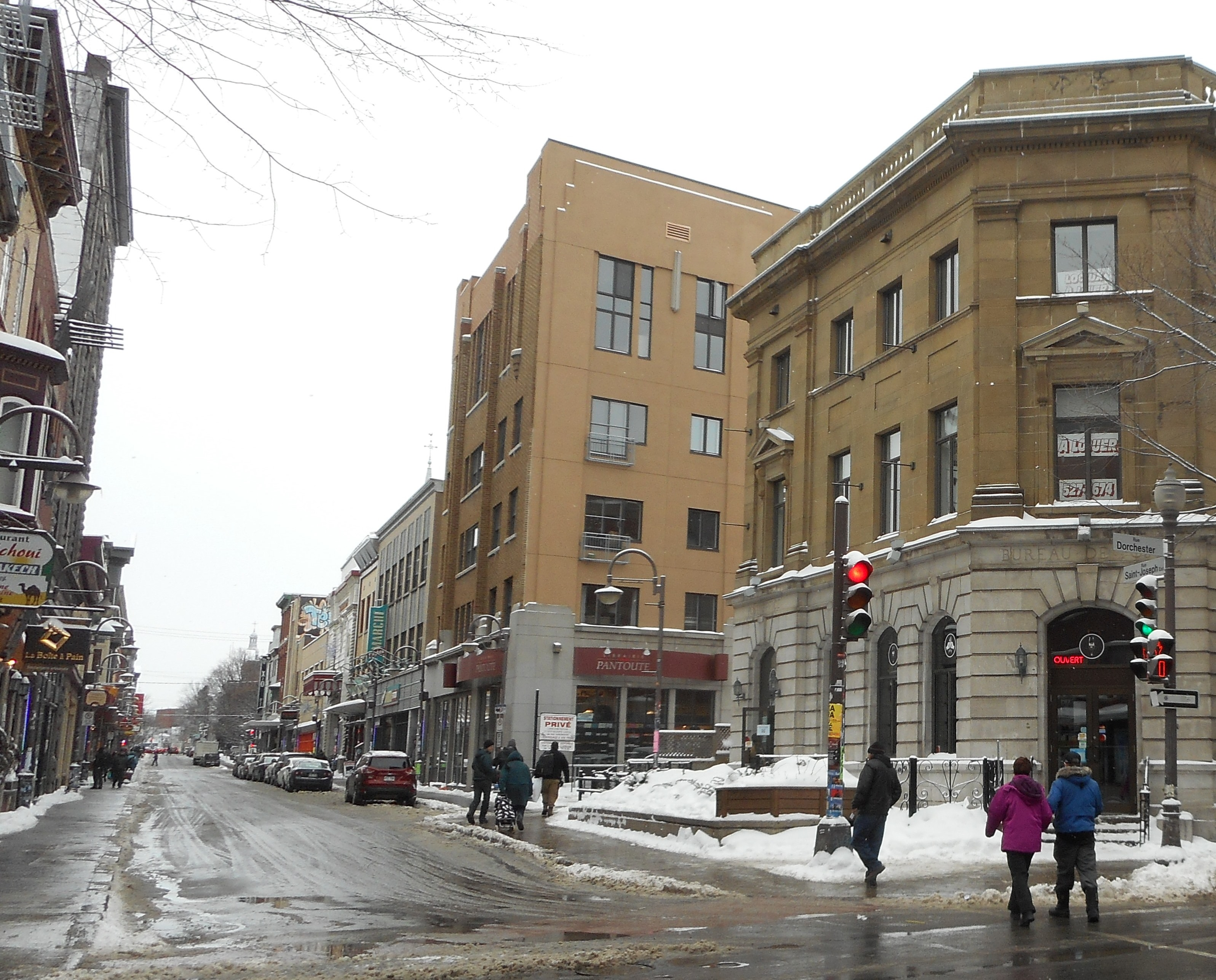
286, rue Saint-Joseph Est